# Томас Пачесас
Томас Пачесас (11 листопада 1971) — литовський баскетболіст.
Бронзовий призер Олімпійських Ігор 1996 року.